# Jamal Valizadeh
Jamal Valizadeh (en persa: جمال ولی‌زاده‎; Kermanshah, 26 de septiembre de 1991) es un luchador iraní. Fue seleccionado para los Juegos Olímpicos de París 2024 como miembro del Equipo Olímpico de Atletas Refugiados.

## Biografía
Valizadeh nació en 1991 en Kermanshah, Irán. Creció en el pueblo de Takhti y asistió a la escuela en Sanandaj. Era el único niño de 34 primos que inicialmente no era luchador; en cambio, compitió en balonmano como guardameta, antes de ser convencido de probar este deporte a los 11 años. Entrenó con su familia todos los días y se unió a un club en Takhti, del que luego venció al campeón regional en su primer año en este deporte. Rápidamente mostró talento en el deporte, compitiendo en eventos grecorromanos, y ganó el campeonato nacional en la categoría de 55 kg cada año de 2011 a 2013.
En 2014, Valizadeh asistió a una manifestación kurda en protesta contra el Estado Islámico. Fue testigo de cómo «la policía [...] golpeaba a las mujeres y a los niños» e intervino. Recordó que «me lancé entre las piernas de uno de los oficiales, usé una técnica de lucha libre con él». Sin embargo, fue dominado y encarcelado, donde fue torturado durante dos semanas. Al describirlo como «un infierno», señaló más tarde en Le Parisien:

Me interrogaron y me golpearon cuando no sabía qué responder a sus preguntas [...] Lo peor fue la falta de sueño. Me dejaron descansar veinte minutos y luego me sacaron de la celda para interrogarme. Me encontré en una celda en la que era imposible sentarse. Cuando te obligan a estar de pie sin dormir durante 24 horas, te vuelves loco. Me pusieron en libertad bajo fianza, pero con la certeza de que me condenarían.

Validezah se ocultó en Teherán durante seis meses, mientras trabajaba para ganar dinero y poder pagarle a alguien para que lo llevara clandestinamente a Turquía. En Turquía, recordó que «trabajaba 16 horas al día, ganando sólo 1000 dólares después de seis meses. [Los empleadores] me daban 300 dólares al mes y tenía que comprar mi propia comida... abusaron de mí, no me respetaron, me hablaron mal». Dijo que «fue muy difícil», pero que era necesario ganar dinero para continuar su viaje. En el invierno de 2015, Valizadeh cruzó el mar Mediterráneo en barco con otros refugiados; sin embargo, el barco comenzó a hundirse y tuvo que nadar varios cientos de metros para llegar a su destino. Llegó a Francia el 1 de enero de 2016 y posteriormente se alojó en un centro de acogida en Le Mans, recibiendo el estatuto de refugiado político.
Valizadeh aprendió francés y trabajó como conductor de montacargas en un supermercado durante varios años. También se matriculó en la Universidad de Lorena, estudiando tecnología de la información (TI). En enero de 2023, tras ocho años alejado de la lucha libre, regresó al deporte y se unió a un club en Francia. Compitió en seis torneos internacionales ese año representando al equipo de refugiados de United World Wrestling (UWW), incluso en el Campeonato Mundial de Lucha y elCampeonato Europeo de Lucha. Recibió una beca del Comité Olímpico Internacional (COI) y comenzó a entrenar con la selección francesa varias veces por semana. En mayo de 2024, fue anunciado como miembro del Equipo Olímpico de Atletas Refugiados para competir en los Juegos Olímpicos de París 2024 en la prueba grecorromana de 60 kg.